# وصاب السفلی (روستا)
 وصاب سفلی  (در عربی:  وصاب السُفلی )
نام روستایی است در دهستان المَذبَح از توابع استان لَحِج در کشور یمن در شبه جزیره عربستان.

## جمعیت
جمعیت آن (۷۶) نفر (۸ خانوار) می‌باشد.